# Tecnologia

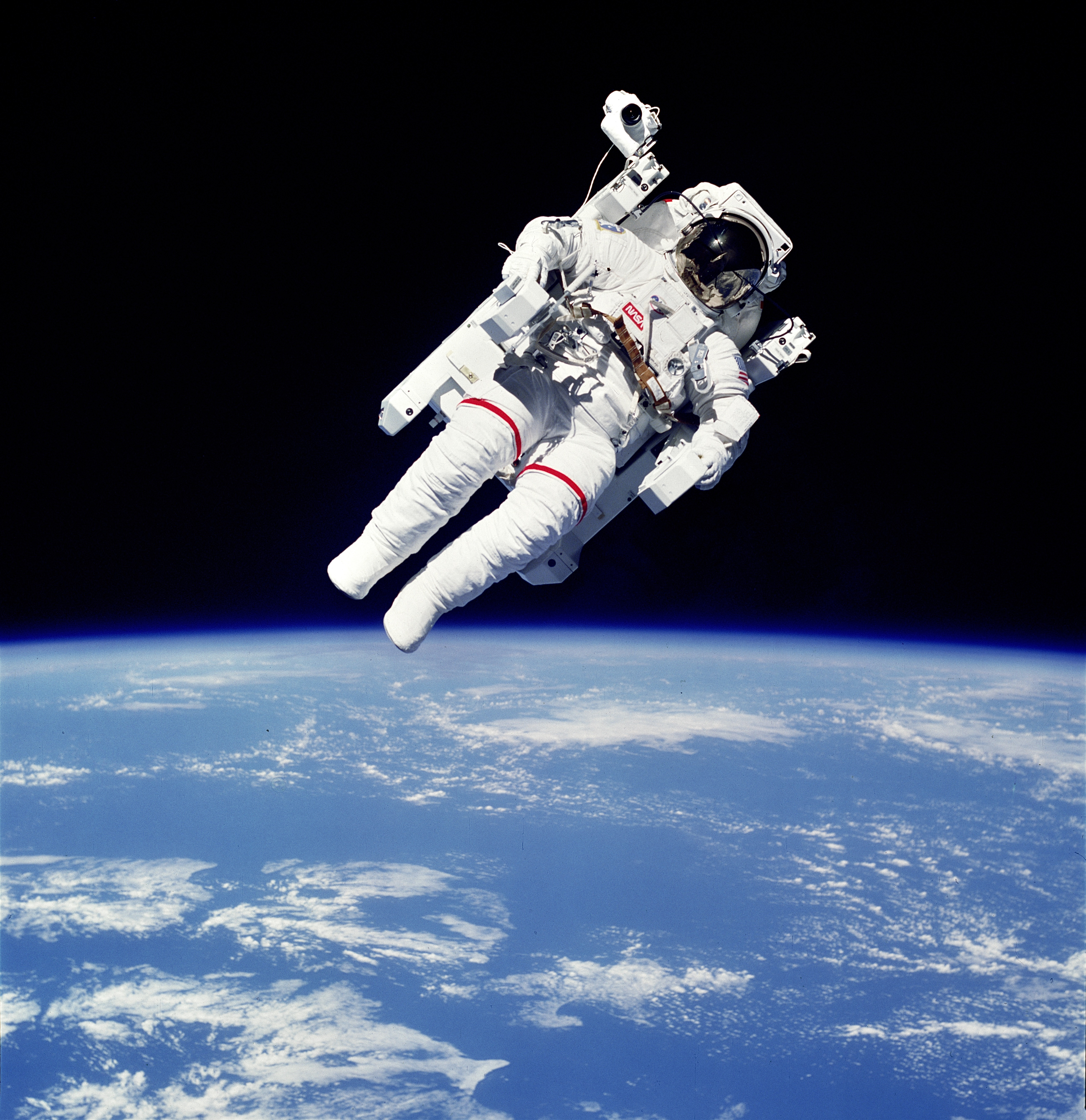
Astronauta a l'exterior de la superfície terrestre

Tecnologia és el conjunt d'arts industrials, d'oficis mecànics i de la teoria de la fabricació industrial. Estudia les eines, el maquinari i els mètodes per fer eines i fabricar coses o realitzar processos. La tecnologia influeix considerablement la capacitat de càrrega humana, és a dir, el nombre de persones que una zona, un país o un planeta sencer pot sostenir.
La paraula prové del grec antic i es compon dels mots téchnē (τέχνη, art, tècnica, ciència o ofici) i logía (λογία, la ciència o estudi d'alguna cosa).

## Expressió de la cultura
Jerry Mander exposa que "en l'actual clima de culte tecnològic està mal vist parlar contra la tecnologia. A la menor crítica t'exposes al fet que et cridin ludita, la qual cosa pretén equiparar oposició a la tecnologia i estupidesa".
Tanmateix, la tecnologia mai és neutral, ja que es construeix sobre la base d'un conjunt de conceptes, de models de relacions i de poders que modelen la forma de viure i de pensar d'una determinada societat. Mander sostenia que la tecnologia afavoria directament els promotors de la via tecnològica centralitzada. La tecnologia depèn dels valors i la ideologia de la societat que la crea i que l'empra.

Els judicis ètics són aplicables a la tecnologia i a l'ús que se'n fa: una mateixa tecnologia pot utilitzar-se tant per a fabricar un coet i bombardejar un país com per a enviar menjar a una zona atiada per la fam. Açò és anomenat "ús dual de la tecnologia". Les tecnologies militars ja estan dissenyades per a matar. Quan el lucre és la finalitat principal de les activitats tecnològiques, el resultat inevitable és considerar a les persones com a mercaderia i impedir que la prioritat sigui el benefici humà, social i ambiental. Quan hi ha éssers vius involucrats (animals de laboratori i persones), com passa sovint amb les tecnologies mèdiques, l'experimentació tecnològica té restriccions ètiques inexistents per a la matèria inanimada.

Preguntes de McLuhan sobre l'impacte cultural d'una tecnologia

## Ideologia de la tecnologia i societat
Jerry Mander exposa que "en l'actual clima de culte tecnològic està mal vist parlar contra la tecnologia. A la menor crítica t'exposes al fet que et qualifiquin de ludita, amb la pretensió d'equiparar oposició a la tecnologia i estupidesa".
Tanmateix, la tecnologia mai és neutra, ja que es construeix sobre la base d'un conjunt de conceptes, de models de relacions i de poders que modelen la forma de viure i de pensar d'una determinada societat. Mander sostenia que la tecnologia afavoria directament als promotors de la via tecnològica centralitzada. La tecnologia depèn dels valors i la ideologia de la societat que la crea i que l'empra, sent l'aplicació pràctica i concreta d'aquests.
Els judicis ètics són aplicables a la tecnologia i a l'ús que se'n fa: una mateixa tecnologia pot utilitzar-se per fabricar un coet i bombardejar un país, o per enviar menjar a una zona marcada per la fam. Açò és anomenat ús dual de la tecnologia. Les tecnologies militars ja estan dissenyades per a matar. Quan el lucre és la finalitat principal de les activitats tecnològiques, cas àmpliament majoritari, el resultat inevitable és considerar a les persones com a mercaderia i impedir que la prioritat sigui el benefici humà, social i ambiental. Quan hi ha éssers vius involucrats (animals de laboratori i persones), cas de les tecnologies mèdiques, l'experimentació tecnològica té restriccions ètiques inexistents per a la matèria inanimada.
Vegeu també: Imperatiu tecnològic

## Impacte de la tecnologia

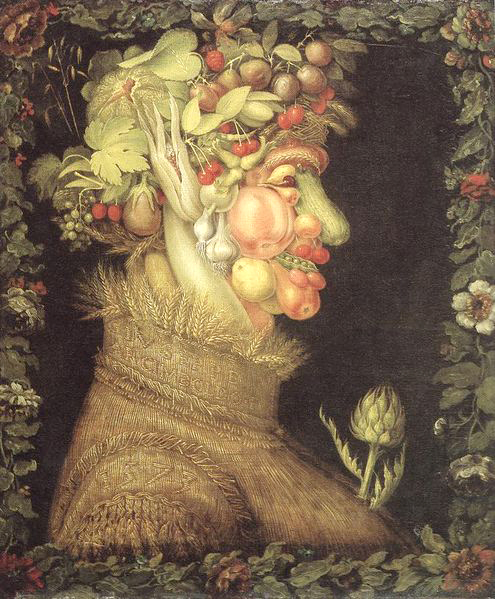
Som el que produïm? (oli de Giuseppe Arcimboldo, circa 1563).

L'elecció, desenvolupament i ús de tecnologies pot tenir impactes molt variats en tots els ordres del quefer humà i sobre la naturalesa. Un dels primers investigadors del tema va ser McLuhan, qui va plantejar les següents quatre preguntes a contestar sobre cada tecnologia particular:
- Què genera, crea o possibilita?
- Què preserva o augmenta?
- Què recupera o revaloritza?
- Què reemplaça o deixa obsolet?

Aquest qüestionari pot ampliar-se per ajudar a identificar millor els impactes, positius o negatius, de cada activitat tecnològica tant sobre les persones com sobre la cultura, la societat i el medi ambient:
- Impacte pràctic: Per a què serveix? Què permet fer que sense ella seria impossible? Què facilita?
- Impacte simbòlic: Què simbolitza o representa? Què connota?
- Impacte tecnològic: Quins objectes o sabers tècnics preexistents ho fan possible? Què reemplaça o deixa obsolet? Què disminueix o fa menys probable? Què recupera o revaloritza? Quins obstacles al desenvolupament d'altres tecnologies elimina?
- Impacte ambiental: L'ús de quins recursos augmenta, disminueix o reemplaça? Quins residus o emanacions produeix? Quins efectes té sobre la vida animal i vegetal?
- Impacte ètic: Quina necessitat humana bàsica permet satisfer millor? Quins desitjos genera o potència? Quins danys reversibles o irreversibles causa? Quin alternatives més beneficioses existeixen?
- Impacte epistemològic: Quins coneixements previs qüestiona? Quins nous camps de coneixement obre o potencia?

### Tecnologies del medi ambient
La tecnologia o enginyeria del medi ambient és el conjunt de sabers i tècniques relacionades amb la gestió del medi ambient, que persegueixen el manteniment i preservació de l'entorn, els recursos naturals i la biodiversitat. El seu objectiu és evitar o, almenys, minimitzar els impactes ambientals (vegeu estudi i avaluació d'impacte ambiental) o restaurar-ne els que ja s'han fet.
El desenvolupament sostenible és un punt de vista econòmic que aplica la tecnologia per minimitzar els danys socials i ambientals. El seu objectiu és que la cultura (tecnologia i art) desenvolupada per la societat de les generacions presents no minvi cap recurs ni capacitat de les generacions futures. A més de tenir el punt de vista ambiental en qualsevol disseny i implementació de producte, sistema o servei, per a qualsevol funció i en qualsevol circumstància, també cal l'ús de tecnologies específicament dissenyades per a la conservació i protecció del medi ambient, com típicament tot el que fa referència a la contaminació, la gestió de residus urbans, agraris o industrials, depuració i sanejament d'aigua o les energies renovables.

### Tecnologia i discapacitat
Un ram de la tecnologia recerca i desenvolupa eines per compensar la discapacitat sensòria o motriu i augmentar l'autonomia de les persones. El desenvolupament de la tecnologia i noves tecnologies sovint més complicades que l'anterior comporten el risc d'excloure persones. La tecnologia pot contribuir a integrar millor discapacitats. La màquina que transforma text imprès en text en braille, simplifica la tecnologia anterior molt lenta d'imprimir en relleu en paper gruixut i voluminós facilitat la vida qui no pot veure. Igual com la maquina que transforma text imprès en text llegit a alta veu ajuda qui té sordesa. D'un altra costat, tecnologia nova, més complicada que l'anterior, pot crear noves discapacitats, com per exemple els analfabets digitals, fenomen anomenat la fractura digital.
La tiflotecnología reuneix l'estudi de mètodes per crear eines i enginys per compensar la deficiència visual i augmentar l'autonomia.

## Tecnologia per la ciutadania
El desenvolupament de la tecnologia no es pot entendre al marge de condicionants de tipus social, polític, econòmic o cultural.
El valor de la tecnologia per a l'educació de la ciutadania és alguna cosa que avui no es discuteix. Tant és així, que en l'actualitat l'educació en valors no és menys important per al desenvolupament de l'individu que l'adquisició de sabers i destreses. Tecnologia i valors són, per tant, elements bàsics de la pròpia definició d'educació actual.
La tecnologia és coneixement aplicat socialment i els valors i les creences d'aquesta societat són els que influeixen en els efectes d'aquesta tecnologia

## Estudis de gènere a la tecnologia
Els estudis de "Ciència, Tecnologia i Societat" tenen com a objectiu analitzar la relació entre el desenvolupament de la ciència i la tecnologia amb la societat. La relació entre gènere i tecnologia es va crear com a resposta a la llarga marginació de les dones respecte a professions i treballs d'orientació tècnica.
La tecnologia és fonamental en el desenvolupament econòmic dels països. Aquesta importància creixent, juntament amb les persistents desigualtats entre dones i homes en l'àmbit tecnològic, fa que es plantegin qüestions urgents i inevitables des d'una perspectiva de gènere, l'única finalitat és la seva total desaparició.
Encara que les barreres formals que impedien la participació de la dona en l'activitat tecnològica van desapareixent amb el pas del temps, segueixen existint dificultats d'accés a llocs de responsabilitat i poder lligats a l'escassa presència professional en aquesta àrea. Els motius poden ser d'equilibri entre el treball i la vida personal, els patrons i els enfocaments de productivitat específics del gènere, els criteris de mesurament del rendiment i de promoció, de motivació, d'exclusió social i institucional, i fins i tot d'identificació del tecnològic amb "el masculí".
I si la tecnologia no està lliure de política ni per sobre d'aquesta, llavors, en una societat caracteritzada per jerarquies de gènere, els artefactes han d'estar marcats també pel gènere. Dit d'una altra manera, es veu la tecnologia com una cosa a la qual s'ha donat forma socialment, però aquesta forma ha estat realitzada pels homes a favor de l'exclusió de les dones. En general, la tecnologia ha estat retratada com a força negativa, reproduint la divisió sexual del treball i el poder androcentrista i patriarcal.

## Funcions de la tecnologia
En la prehistòria, les tecnologies servien per satisfer necessitats essencials (alimentació, vestimenta, habitatge, protecció personal, relació social, comprensió del món natural i social), i en la història també per obtenir plaers corporals i estètics (esports, música, arts) i com a mitjans per satisfer desitjos (simbolització d'estatus, fabricació d'armes i tota la gamma de mitjans artificials usats per persuadir i dominar a les persones).

### Importància de la tecnologia en els nostres temps
La tecnologia aporta grans beneficis a la humanitat, el seu paper principal és crear millors eines útils per simplificar l'estalvi de temps i esforç de treball, la tecnologia té un paper principal en l'entorn social, ja que gràcies a ella podem comunicar-nos de forma immediata gràcies a la telefonia cel·lular.

### Funcions no tècniques dels productes tecnològics
Després d'un temps, les característiques noves dels productes tecnològics són copiades per altres marques i deixen de ser un bon argument de venda. Prenen llavors gran importància les creences del consumidor sobre altres característiques independents de la funció principal, com les estètiques i simbòliques.

#### Funció estètica dels objectes tecnològics
Més enllà de la indispensable adequació entre forma i funció tècnica, es busca la bellesa a través de les formes, colors i textures. Entre dos productes d'iguals prestacions tècniques i preus, qualsevol usuari triarà segurament al que trobi més bell. De vegades, cas de les peces de vestir, la bellesa pot prevaler sobre les consideracions pràctiques. Sovint comprem roba bonica encara que sapiguem que els seus ocults detalls de confecció no són òptims, o que la vida útil serà breu a causa dels materials usats. El de la roba és el sector tecnològic de màxima venda al planeta, perquè la roba és la cara que mostrem a les altres persones i condiciona la manera en què ens relacionem amb elles.

#### Funció simbòlica dels objectes tecnològics
Quan la funció principal d'un objecte tecnològic és la simbòlica, no satisfà les necessitats bàsiques de les persones i es converteix en un mitjà per establir estatus social i relacions de poder.
Les joies fetes de metalls i pedres precioses no impacten tant per la bellesa (moltes vegades comparable al d'una imitació barata) com per ser clars indicadors de la riquesa dels seus amos. Les robes costoses de primera marca han estat tradicionalment indicadors de l'estatus social dels seus portadors. En l'Amèrica colonial, per exemple, es castigava amb assots a l'esclau o llibert africà que usava robes espanyoles per pretendre ser el que no és.
El cas més destacat i freqüent d'objectes tecnològics fabricats per la seva funció simbòlica és el dels grans edificis: catedrals, palaus, gratacels gegants. Estan dissenyats per empetitir als quals estan en el seu interior (cas dels amplis atris i altíssims sostres de les catedrals), enlluernar amb exhibicions de luxe (cas dels palaus), infondre sorpresa i humilitat (cas dels grans gratacels). No és casual que els terroristes de l'11 de setembre de 2001 triessin com a blanc principal dels seus atacs a les Torres Bessones de Nova York, seu de l'Organització Mundial del Comerç i símbol del principal centre del poder econòmic nord-americà.
El Programa Apol·lo va ser llançat pel President John F. Kennedy en el clímax de la Guerra Freda, quan Estats Units estava aparentment perdent la carrera espacial enfront dels russos, per demostrar al món la intel·ligència, riquesa, poder i capacitat tecnològica dels Estats Units. Amb les piràmides d'Egipte, és el més costós exemple de l'ús simbòlic de les tecnologies.

## Mètodes de les tecnologies
Les tecnologies usen, en general, mètodes diferents del científic, encara que l'experimentació és també usat per les ciències. Els mètodes difereixen segons es tracti de tecnologies de producció artesanal o industrial d'artefactes, de prestació de serveis, de realització o organització de tasques de qualsevol tipus.
Un mètode comú a totes les tecnologies de fabricació és l'ús d'eines i instruments per a la construcció d'artefactes. Les tecnologies de prestació de serveis, com el sistema de subministrament elèctric fan ús d'instal·lacions complexes a càrrec de personal especialitzat.

### Eines i instruments
Els principals mitjans per a la fabricació d'artefactes són l'energia i la informació. L'energia permet donar als materials la forma, ubicació i composició que estan descrites per la informació. Les primeres eines, com els martells de pedra i les agulles d'os, només facilitaven i dirigien l'aplicació de la força, per part de les persones, usant els principis de les màquines simples. L'ús del foc, que modifica la composició dels aliments fent-los més fàcilment digeribles, proporciona il·luminació fent possible la sociabilitat més enllà dels horaris diürns, brinda calefacció i manté a ratlla a feristeles i animals feroços, va modificar tant l'aparença com els hàbits humans.
Les eines més elaborades incorporen informació en el seu funcionament, com les pinces pela-cables que permeten tallar la beina a la profunditat apropiada per arrencar-la amb facilitat sense danyar l'ànima metàl·lica. El terme «instrumento», en canvi, està més directament associat a les tasques de precisió, com en instrumental quirúrgic, i de recol·lecció d'informació, com en instrumentació electrònica i en instruments de mesurament, de navegació nàutica i de navegació aèria.

### Invenció d'artefactes
Encara que amb grans variants de detall segons l'objecte, el principi de funcionament i els materials usats per a fabricar-les, les següents són les etapes comunes en la invenció d'un artefacte nou:
- Identificació del problema pràctic a resoldre: durant aquesta, han de quedar ben fitats tant les característiques intrínseques del problema, com els factors externs que ho determinen o condicionen. El resultat ha d'expressar-se com una funció l'expressió mínima de la qual és la transició, duta a terme per l'artefacte, d'un estat inicial a un estat final. Per exemple, a la tecnologia de dessalinització de l'aigua, l'estat inicial és aigua salada, en el seu estat natural, el final és aquesta mateixa aigua però ja potabilitzada, i l'artefacte és un dessalinitzador. Una de les característiques crítiques és la concentració de sal de l'aigua, molt diferent, per exemple, en l'aigua oceànica de mars oberts que en mars interiors com la Mar Morta. Els factors externs són, per exemple, les temperatures màxima i mínima de l'aigua en les diferents estacions i les fonts d'energia disponibles per a l'operació del dessalinitzador.
- Especificació dels requisits que ha de complir l'artefacte: materials admissibles; quantitat i qualitat de mà d'obra necessària i disponibilitat; costos màxims de fabricació, operació i manteniment; durada mínima requerida de l'artefacte (temps útil), etc.
- Principi de funcionament: sovint hi ha diverses maneres diferents de resoldre un mateix problema, més o menys apropiats a l'entorn natural o social. En el cas de la dessalinització, el procediment de congelació és especialment apte per a les regions àrtiques, mentre que el d'osmosi inversa ho és per a ciutats de regions tropicals amb àmplia disponibilitat d'energia elèctrica. La invenció d'un nou principi de funcionament és una de les característiques crucials de la innovació tecnològica. L'elecció del principi de funcionament, sigui ja conegut o específicament inventat, és el requisit indispensable per a la següent etapa, el disseny, que precedeix a la construcció.
- Disseny de l'artefacte: mentre que en la fabricació artesanal l'usual és ometre aquesta etapa i passar directament a l'etapa següent de construcció d'un prototip (mètode d'assaig i error), però el disseny és una fase obligatòria en tots els processos de fabricació industrial. El disseny s'efectua típicament usant sabers formalitzats com els de alguna branca de l'enginyeria, efectuant càlculs matemàtics, traçant plans de diversos tipus, utilitzant diagramació, triant materials de propietats apropiades o fent assajos quan les hi desconeix, compatibilitzant la forma dels materials amb la funció a complir, descomponent l'artefacte en parts que facilitin tant el compliment de la funció com la fabricació i assemblat, etc.
- Simulació o construcció d'un prototip: la fabricació d'un prototip permet detectar i resoldre problemes no prevists en l'etapa de disseny. Per a reduir el cost d'un prototip, es van desenvolupar programes de simulació i modelatge numèric que permeten de reduir el nombre de prototips i el costs.

El psicòleg Guilford identifica les aptituds de producció divergent com les principals destreses d'un inventor. La creativitat ha estat discutida per Edward de Bono, que fa servir el concepte de pensament lateral. Encara que més orientat a les produccions intel·lectuals, el més profund estudi sobre la resolució de problemes cognitius és fet per Newell i Simon, en el celebèrrim llibre Human problem solving.

## Tipus de tecnologies

### Tecnologies dures i toves
Moltes vegades la paraula tecnologia s'aplica a la informàtica, la micro-elèctrica, el làser o a les activitats especials, que són dures. No obstant això, la majoria de les definicions que hem vist també permeten i inclouen a unes altres, a les quals se sol denominar toves.
Les tecnologies toves –en les quals el seu producte no és un objecte tangible– pretenen millorar el funcionament de les institucions o organitzacions per al compliment dels seus objectius. Aquestes organitzacions poden ser empreses industrials, comercials o de servei institucional, com o sense finalitats de lucre, etc. Entre les branques de la tecnologia cridades toves es destaquen l'educació (pel que fa al procés d'ensenyament), l'organització, l'administració, la comptabilitat i les operacions, la logística de producció, el màrqueting i l'estadística, la psicologia de les relacions humanes i del treball, i el desenvolupament de programari.

Se solen anomenar dures aquelles tecnologies que es basen en coneixement de les ciències dures, com la física o la química. Mentre que les altres es fonamenten en ciències toves, com la sociologia, l'economia, o l'administració.

### Tecnologies apropiades, punta i intermèdies
Es considera que una tecnologia és apropiada quan té efectes beneficiosos sobre les persones i el medi ambient. Encara que el tema és avui (i probablement seguirà sent-ho per molt temps) objecte d'intens debat, hi ha acord bastant ampli sobre les principals característiques que una tecnologia ha de tenir per ser social i ambientalment apropiada:
- No causar dany previsible a les persones ni dany innecessari a les restants formes de vida (animals i plantes).
- No comprometre de manera irrecuperable el patrimoni natural de les futures generacions.
- Millorar les condicions bàsiques de vida de totes les persones, independentment del seu poder adquisitiu.
- No ser coercitiva i respectar els drets i possibilitats d'elecció dels seus usuaris voluntaris i dels seus subjectes involuntaris.
- No tenir efectes generalitzats irreversibles, encara que aquests semblin a primera vista ser beneficiosos o neutres.
- La inversió dels governs en tecnologies apropiades ha de prioritzar de manera absoluta la satisfacció de les necessitats humanes bàsiques d'alimentació, vestimenta, habitatge, salut, educació, seguretat personal, participació social, treball i transport.

Els conceptes tecnologies apropiades i tecnologies punta són completament diferents. Les tecnologies de punta, terme publicitari que emfatitza la innovació, són usualment tecnologies complexes que fan ús de moltes altres tecnologies més simples. Les tecnologies apropiades sovint, encara que no sempre, usen sabers propis de la cultura (generalment artesanals) i matèries primeres fàcilment obtenibles en l'ambient natural on s'apliquen. Alguns autors van encunyar el terme tecnologies intermèdies per designar a les tecnologies que comparteixen característiques de les apropiades i de les industrials.

#### Exemples de tecnologies apropiades
- La bioconstrucció o construcció d'habitatges amb materials locals, com la tova, amb dissenys senzills però que garanteixin l'estabilitat de la construcció, la higiene de les instal·lacions, la protecció contra les variacions normals del clima i un baix cost de manteniment, activitat tecnològica sovint descurada.[22]
- La latrina abonera seca és una manera higiènica de disposar dels excrements humans i transformar-los en abonament sense ús d'aigua. És una tecnologia apropiada per a ambients on l'aigua és escassa o no es pot depurar la càrrega orgànica amb facilitat i seguretat.[23]

## Economia i tecnologies
La tecnologia ha estat al llarg de la història, i encara actualment, part imprescindible dels processos econòmics, inclosa la producció i intercanvi de qualsevol tipus de béns i serveis.
Des del punt de vista capitalista dels productors de béns i dels prestadors de serveis, les tecnologies són un mitjà indispensable per obtenir renda. Un negoci, per a ser competitiu, pot tenir l'estratègia o la necessitat de voler alinear-se tecnològicament amb altres negocis semblants.

### Teoria econòmica
La majoria de les teories econòmiques dona per asseguda la disponibilitat de les tecnologies. Schumpeter és un dels pocs economistes que va assignar a les tecnologies un rol central en els fenòmens econòmics. En les seves obres assenyala que els models clàssics de l'economia no poden explicar els cicles periòdics d'expansió i depressió, com els de Kondràtiev, que són la regla més que l'excepció. L'origen d'aquests cicles, segons Schumpeter, és l'aparició d'innovacions tecnològiques significatives (com la introducció de la il·luminació elèctrica domiciliària per Edison o la de l'automòbil econòmic per Ford) que generen una fase d'expansió econòmica. La posterior saturació del mercat i l'aparició d'empresaris competidors quan desapareix el monopoli temporal que dona la innovació, condueixen a la següent fase de depressió. El terme empresari schumpeterià és avui correntment usat per designar als empresaris innovadors que fan créixer la indústria gràcies a llur creativitat, capacitat organitzativa i millores en l'eficiència.

### Indústria

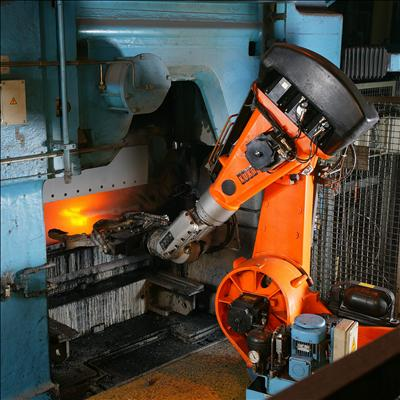
Braç robot soldador.

La producció de béns requereix la recol·lecció, fabricació o generació de tots els seus inputs. L'obtenció de la matèria primera inorgànica requereix les tecnologies mineres. La matèria primera orgànica (aliments, fibres tèxtils...) requereix de tecnologies agrícoles i ramaderes. Per obtenir els productes finals, la matèria primera ha de ser processada en instal·lacions industrials de molt variat grandària i tipus, on es posen en joc tota classe de tecnologies, inclosa la imprescindible generació d'energia.

### Serveis
Fins als serveis personals requereixen de les tecnologies per a la seva bona prestació. Les robes de treball, els útils, els edificis on es treballa, els mitjans de comunicació i registre d'informació són productes tecnològics. Serveis essencials com la provisió d'aigua potable, tecnologies sanitàries, electricitat, eliminació de residus, escombratge i neteja de carrers, manteniment de carreteres, telèfons, gas natural, ràdio, televisió, etc. no podrien brindar-se sense l'ús intensiu i extensiu de múltiples tecnologies.
Les tecnologies de les telecomunicacions, en particular, han experimentat enormes progressos a partir del desenvolupament i posada en òrbita dels primers satèl·lits de comunicacions; de l'augment de velocitat i memòria, i la disminució de grandària i cost de les computadores; de la miniaturització de circuits electrònics (circuit integrats); de la invenció dels telèfons cel·lulars; etc. Tot això permet comunicacions gairebé instantànies entre dos punts qualssevol del planeta, encara que la major part de la població encara no hi té accés.

### Comerç
El comerç modern, mitjà principal d'intercanvi de mercaderies (productes tecnològics), no podria dur-se a terme sense les tecnologies del transport fluvial, marítim, terrestre i aeri. Aquestes tecnologies inclouen tant els mitjans de transport (vaixells, automotores, avions, trens, etc.), com també les vies de transport i totes les instal·lacions i serveis necessaris per a la seva eficaç realització i eficient ús: ports, grues de càrrega i descàrrega, carreteres, ponts, aeròdroms, radars, combustibles, etc. El valor dels nolis, conseqüència directa de l'eficiència de les tecnologies de transport usades, ha estat des de temps remots i segueix sent avui un dels principals condicionants del comerç.

### Recursos naturals
Un país amb grans recursos naturals serà pobre si no té les tecnologies necessàries per a la seva avantatjosa explotació, la qual cosa requereix una enorme gamma de tecnologies d'infraestructura i serveis essencials. Així mateix, un país amb grans recursos naturals ben explotats tindrà una població pobra si la distribució d'ingressos no permet a aquesta un accés adequat a les tecnologies imprescindibles per a la satisfacció de les seves necessitats bàsiques. En l'actual economia capitalista, l'únic bé de canvi que té la majoria de les persones per a l'adquisició dels productes i serveis necessaris per a la seva supervivència és el seu treball. La disponibilitat de treball, condicionada per les tecnologies, és avui una necessitat humana essencial.

### Treball
Si bé les tècniques i tecnologies també són part essencial del treball artesanal, el treball fabril va introduir variants tant des del punt de vista del tipus i propietat dels mitjans de producció, com de l'organització i realització del treball de producció. L'alt cost de les màquines usades en els processos de fabricació massiva, origen del capitalisme, va tenir com a conseqüència que el treballador perdés la propietat i, per tant, el control, dels mitjans de producció dels productes que fabricava. Va perdre també el control de la seva manera de treballar, del que és màxim exponent el taylorisme.

#### Taylorisme
Segons Frederick W. Taylor, l'organització del treball fabril havia d'eliminar tant els moviments inútils dels treballadors —per ser consum innecessari d'energia i de temps— com els temps morts —aquells en els quals l'obrer estava ociós. Aquesta "organització científica del treball", com la va anomenar en la seva època, disminuïa la incidència de la mà d'obra en el cost de les manufactures industrials, augmentant la seva productivitat. Encara que la idea semblava raonable, no tenia en compte les necessitats dels obrers i va ser portada a límits extrems pels empresaris industrials. La reducció de les tasques a moviments el més senzills possibles es va usar per disminuir les destreses necessàries per al treball, transferides a màquines, reduint en conseqüència els salaris i augmentant la inversió de capital i el que Karl Marx va denominar la plusvàlua. Aquest excés d'especialització va fer que l'obrer perdés la satisfacció del seu treball, ja que la majoria d'ells mai veia el producte acabat. Així mateix, portada a l'extrem, la repetició monòtona de moviments generava distracció, accidents, major absentisme laboral i pèrdua de qualitat del treball. Les tendències contemporànies, una de les expressions de la qual és el Toyotisme, són d'afavorir la iniciativa personal i la participació en etapes variades del procés productiu (flexibilització laboral), amb el consegüent augment de satisfacció, rendiment i compromís personal en la tasca.

#### Fordisme
Henry Ford, el primer fabricador d'automòbils que va posar els seus preus a l'abast d'un obrer qualificat, va aconseguir reduir els seus costos de producció gràcies a una rigorosa organització del treball industrial. La seva eina principal va ser la cadena de muntatge que va reemplaçar el desplaçament de l'obrer a la recerca de les peces al desplaçament d'aquestes fins al lloc fix de l'obrer. La disminució del cost del producte es va fer a costa de la transformació del treball industrial en una senzilla tasca repetitiva, que resultava esgotadora pel seu ritme indeclinable i la seva monotonia. La metodologia va ser satiritzada per l'actor i director anglès Charles Chaplin en el seu clàssic film Temps moderns i avui aquestes tasques són realitzades per robots industrials.
La tècnica de producció en sèrie de grans quantitats de productes idèntics per disminuir el seu preu, està perdent gradualment validesa a mesura que les maquinàries industrials són creixentment controlades per computadores, que permeten variar amb baix cost les característiques dels productes en la cadena de producció. Aquest és, per exemple, el cas del tall de peces de vestir, encara que segueixen sent majoritàriament cosides per costureres amb l'ajut de màquines de cosir individuals, en llocs fixos de treball.

#### Toyotisme
El toyotisme, el nom del qual prové de la fàbrica d'automòbils Toyota, la seva creadora, modifica les característiques negatives del fordisme. Es basa en la flexibilitat laboral, el foment del treball en equip i la participació de l'obrer en les decisions productives. Des del punt de vista dels inputs, disminueix el cost de manteniment d'inventaris ociosos mitjançant el sistema just in time, on els components són proveïts al moment en què es necessiten per a la fabricació. Encara que manté la producció en cadena, reemplaça les tasques repetitives més aclaparadores, com la soldadura de xassís, amb robots industrials.

#### Tecnologia i persona al treball
Un dels instruments que disposa l'Economia per a la detecció dels llocs de treballs eliminats o generats per les innovacions tecnològiques és la matriu insum-producte (en anglès, input-output matrix) desenvolupada per l'economista Wassily Leontief, l'ús del qual pels governs recentment comença a difondre's. La tendència històrica és la disminució dels llocs de treball en els sectors econòmics primaris (agricultura, ramaderia, pesca, silvicultura) i secundaris (mineria, indústria, sector energètic i construcció) i el seu augment en els terciaris (transport, comunicacions, serveis, comerç, turisme, educació, finances, administració, sanitat). Això planteja la necessitat de mesures ràpides dels governs en reubicació de mà d'obra, amb la prèvia i indispensable capacitació laboral.